# Pseudocoremia lactiflua
Pseudocoremia lactiflua är en fjärilsart som beskrevs av Edward Meyrick 1912. Pseudocoremia lactiflua ingår i släktet Pseudocoremia och familjen mätare. Inga underarter finns listade i Catalogue of Life.